# Ropica duboisi
Ropica duboisi là một loài bọ cánh cứng trong họ Cerambycidae.